# 2015年孟加拉國-若開軍邊境衝突
2015年孟加拉國-若開軍邊界衝突，發生於8月25日，孟加拉國和緬甸邊境附近的班多尔班县，當時若開軍叛亂分子襲擊了孟加拉國步槍隊成員。

## 背景
若開軍是若開族叛亂集團，主要活躍在緬甸若開邦。2015年早些時候，其他幾個叛亂組織已經與當地稱為緬甸國防軍的緬甸武裝部隊發生暴力衝突。在前一年，若開軍在緬甸與孟加拉國的邊界附近建立了一個定居點，該集團的數百名叛亂分子進入孟加拉國。據稱，該組織參與了該地區的非法毒品交易，由於該地區極其偏遠，無法從孟加拉國邊境進入，因此阿拉幹軍隊在該地區獲得了立足點。
來自緬甸的叛亂團體經常被指控掠奪孟加拉國土著人民的房屋，並助長邊境地區的毒品交易。若開軍的成員經常騎馬進入坦帕齐拉以補充他們的食物和物資。2015年7月14日，孟加拉國步槍隊救出了由若開軍捉住的兩名緬甸士兵。
2015年8月25日，孟加拉國步槍隊沒收了若開軍用來運送物資的十匹馬。當天晚些時候，若開軍向孟加拉國步槍隊巡邏隊開火。孟加拉國步槍隊懷疑這兩起事件可能有聯繫，而後者可能是一次報復性襲擊事件。

## 衝突
2015年8月25日當地時間上午9:30，在坦帕齐拉的博洛莫杜克了戰鬥。若開軍在Sangu河附近的Baramadak襲擊了一支由10名成員組成的孟加拉國步槍隊巡邏隊，槍聲持續了5個小時。在得知此事件後，孟加拉國步槍隊宣布孟加拉國 - 緬甸邊境處於緊急狀態。當局派遣了一個孟加拉國步槍隊部隊和兩個孟加拉國軍隊作為該地區的增援部隊，以進行協調行動。
同一天，孟加拉國邊防衛隊，孟加拉國陸軍和孟加拉國空軍發動了針對阿拉幹軍隊的聯合行動。應孟加拉國政府的要求，緬甸政府封鎖了他們的邊界。

## 事後
在交火期間，若開軍失去了兩匹馬。據當地人說，有8到20名叛亂分子受傷。
孟加拉國聯合部隊後來在拉賈斯法利烏帕齊拉逮捕了一名緬甸公民和若開軍幫兇，Ong Owong Rakhain。他擁有若開軍制服，筆記本電腦，數碼相機，摩托車和兩匹馬。在接下來的幾天裡又有兩人被捕。
內政部長在孟加拉國步槍隊總幹事阿齊茲·艾哈邁德的陪同下，第二天參觀了戰鬥現場。孟加拉國內政部長在一份聲明中表示，聯合行動將持續到若開軍被清除為止。